# Maria Bertilla Boscardin

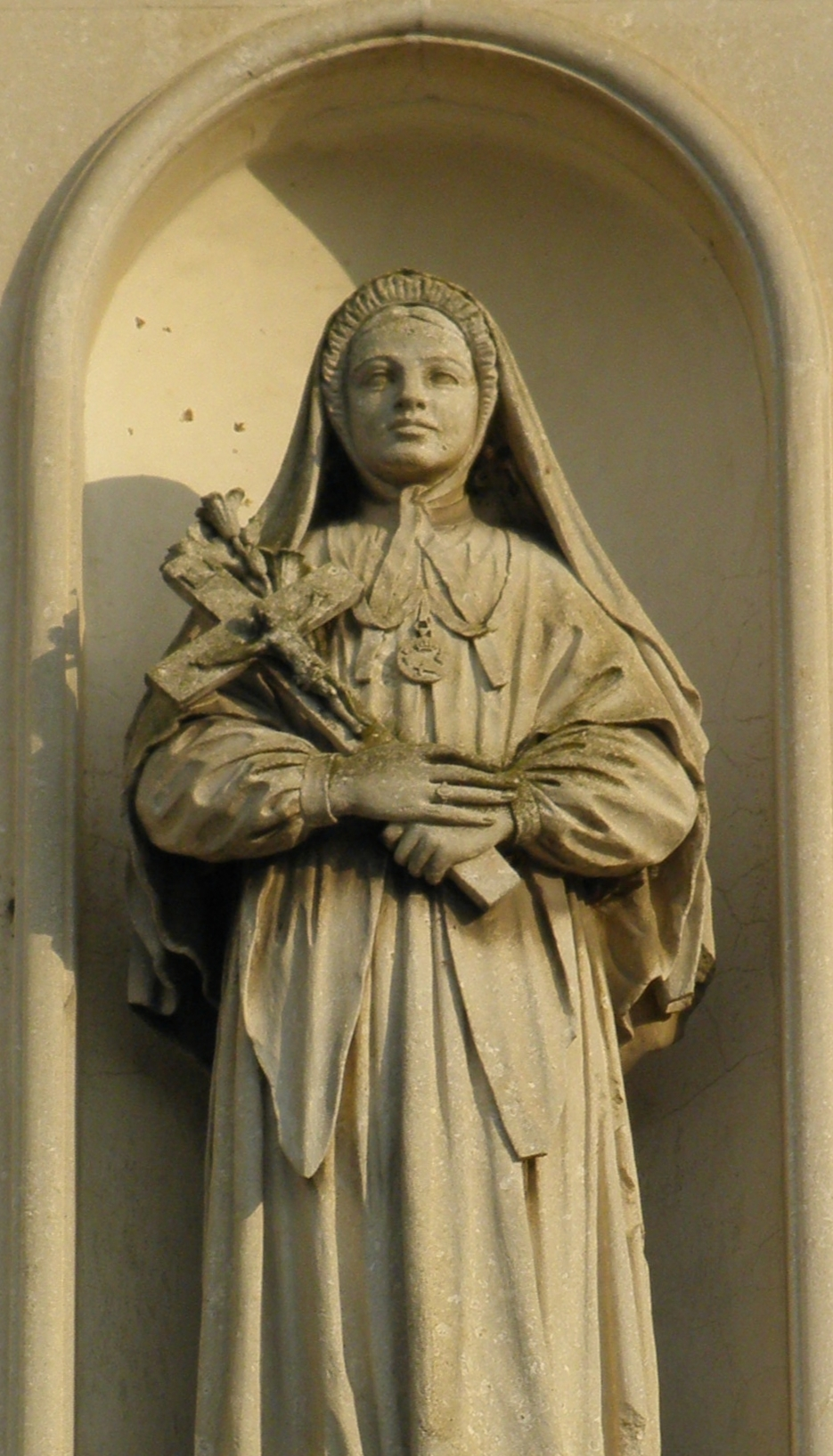
Statua di Santa Bertilla nella facciata della chiesa di San Pietro e San Paolo di Cagnano, Pojana Maggiore

Maria Bertilla Boscardin, al secolo Anna Francesca (Goia di Brendola, 6 ottobre 1888 – Treviso, 20 ottobre 1922), è stata una religiosa italiana, appartenente alla congregazione delle Suore Dorotee di Vicenza. Beatificata nel 1952, è stata proclamata santa da papa Giovanni XXIII nel 1961.

## Biografia

### Infanzia
Anna Francesca Boscardin nacque a Brendola, in Veneto, da una famiglia di contadini. Nella sua famiglia e nella sua città era chiamata Annette. Da bambina frequentò saltuariamente la scuola poiché doveva aiutare in casa e nei campi. Durante il periodo scolastico lavorò come domestica in una casa vicina. Non mostrava particolari doti, molti la reputavano non particolarmente intelligente ed era spesso bersaglio di scherzi offensivi. Tra gli appellativi più sgradevoli vi era "oca", attribuitogli da un sacerdote locale per la sua lentezza. Le fu concesso di accostarsi per la prima volta all’Eucaristia all'età di otto anni e mezzo, quando, di norma, l'età minima consentita per ricevere il sacramento fosse undici anni. A dodici anni venne accolta nell'associazione parrocchiale "Figli di Maria" ed il parroco le regalò un catechismo: lo ritrovarono nella tasca del suo abito quando morì.

### Vicenza
Dopo essere stata respinta per l'ammissione ad un ordine religioso a causa della sua lentezza, fu accettata dalle Suore Maestre di Santa Dorotea, Figlie del Sacro Cuore a Vicenza nel 1904, assumendo il nome di "Maria Bertilla". Lei stessa interiorizzò alcune delle sue precedenti critiche, dicendo alla novizia-maestra dell'ordine:
Lavorò lì come sguattera e lavandaia per tre anni.

### Treviso
Fu poi mandata a Treviso per studiare infermieristica presso l'ospedale comunale, che era sotto la direzione del suo ordine. Durante il suo periodo di formazione, venne assegnata a lavorare in cucina. Tuttavia, dopo aver completato la sua formazione, fu promossa a lavorare per le vittime della difterite nel reparto pediatrico dell'ospedale. Durante le incursioni aeree di Treviso seguite alla disastrosa battaglia di Caporetto, l'ospedale cadde sotto il controllo dei militari. Suor Bertilla era nota per la sua instancabile cura dei suoi pazienti, in particolare di quelli che erano troppo malati per essere portati in salvo. Questa dedizione al dovere attirò l'attenzione delle autorità di un ospedale militare locale. La sua superiora, però, non apprezzava il lavoro di suor Bertilla e la riassegnò al lavoro di lavanderia, incarico che svolse per quattro mesi fino a quando non fu messa a capo del reparto di isolamento dei bambini dell'ospedale da un'altra superiora. Poco dopo, la salute già precaria di suor Bertilla peggiorò. Un tumore doloroso, che aveva avuto per diversi anni e che era già stato operato quando aveva 22 anni, era progredito al punto da richiedere un'altra operazione, alla quale non sopravvisse. Morì nel 1922 a Treviso.
Le sue spoglie mortali sono custodite a Vicenza in un piccolo santuario presso la Casa madre della Suore Dorotee.

## Il culto ed il processo di canonizzazione
Poco dopo la sua morte, la santità di Maria Bertilla si diffuse in tutta la regione. Un anno dopo fu posta nell'Ospedale di Treviso una targa con la seguente iscrizione:
La gente cominciò a recarsi alla sua tomba. Le sue spoglie furono traslate a Vicenza, dove sono tuttora custodite, in occasione dell'introduzione del processo di beatificazione.
Il processo di canonizzazione iniziò nel 1925. Maria Bertilla fu beatificata l'8 giugno 1952, da papa Pio XII, alla presenza di molti fedeli, di alcuni membri della sua famiglia e di alcuni pazienti da lei assistiti. Papa Giovanni XXIII la canonizzò l'11 maggio 1961. La sua festa si celebra il 20 ottobre.
Suo padre, Angelo Boscardin, durante il processo di canonizzazione avrebbe testimoniato che era geloso, violento e spesso ubriaco.

## Citazioni famose
In punto di morte, raccomandò alla madre superiora di dire alle consorelle che avrebbero dovuto 
- Una volta disse:

- Alle sue consorelle disse:[5]

- Con umiltà seguì questa regola del Vangelo: